# Regió atlàntica nord-americana

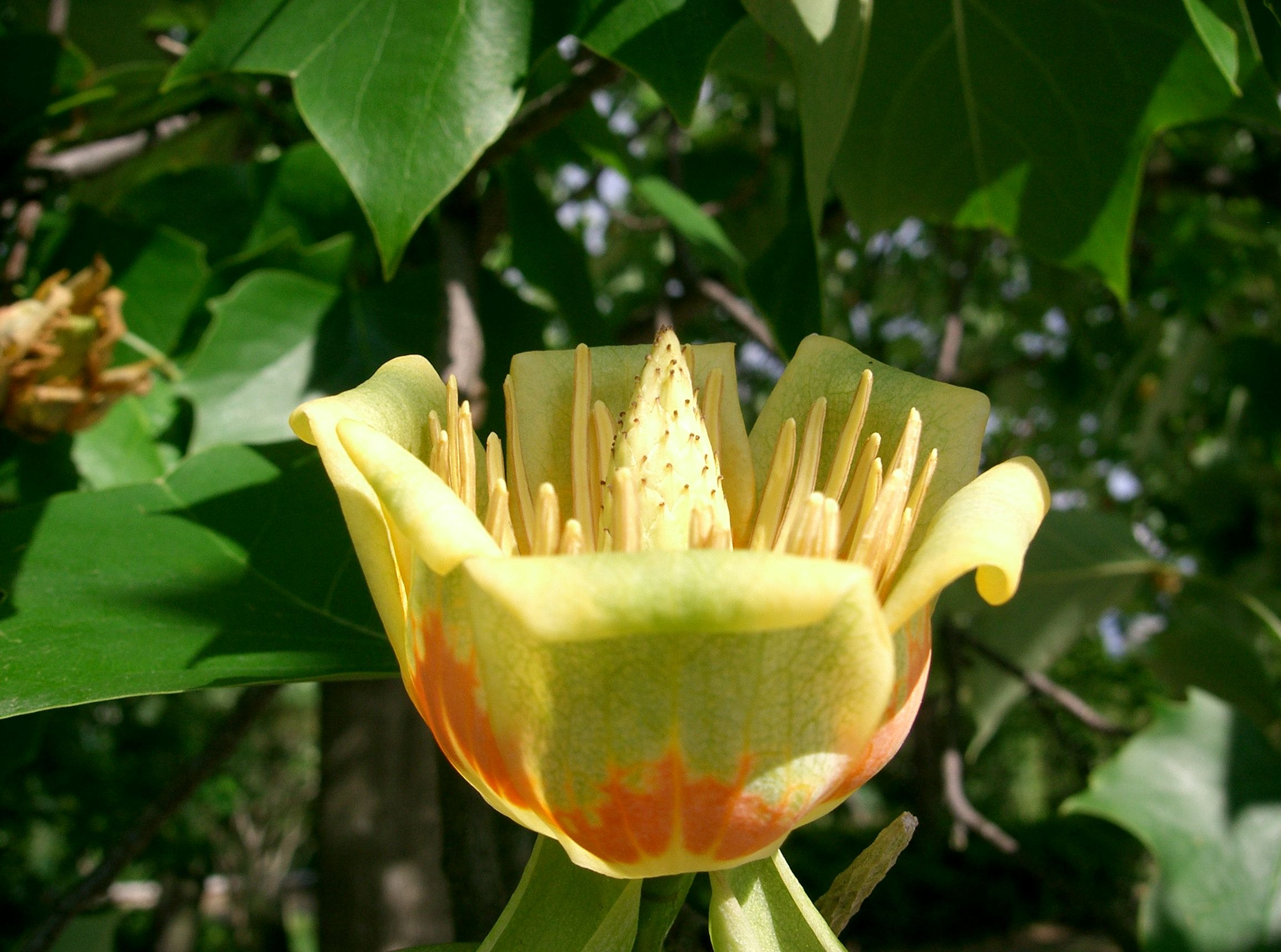
Liriodendron tulipifera, està estretament relacionada amb L. chinense de la Xina

 La regió atlàntica nord-americana és una regió florística dins del regne holàrtic va ser identificada per Armèn Takhtadjan i Robert F. Thorne, s'estén des de la costa est dels Estats Units i la costa del Golf de Mèxic fin les Grans Planes i comprèn la major part dels Estats Units i porcions del sud del Canadà. Fa frontera amb la regió circumboreal al nord, i les regions de les muntanyes Rocoses i regió madreana a l'oest i per la regió del Carib al sud.

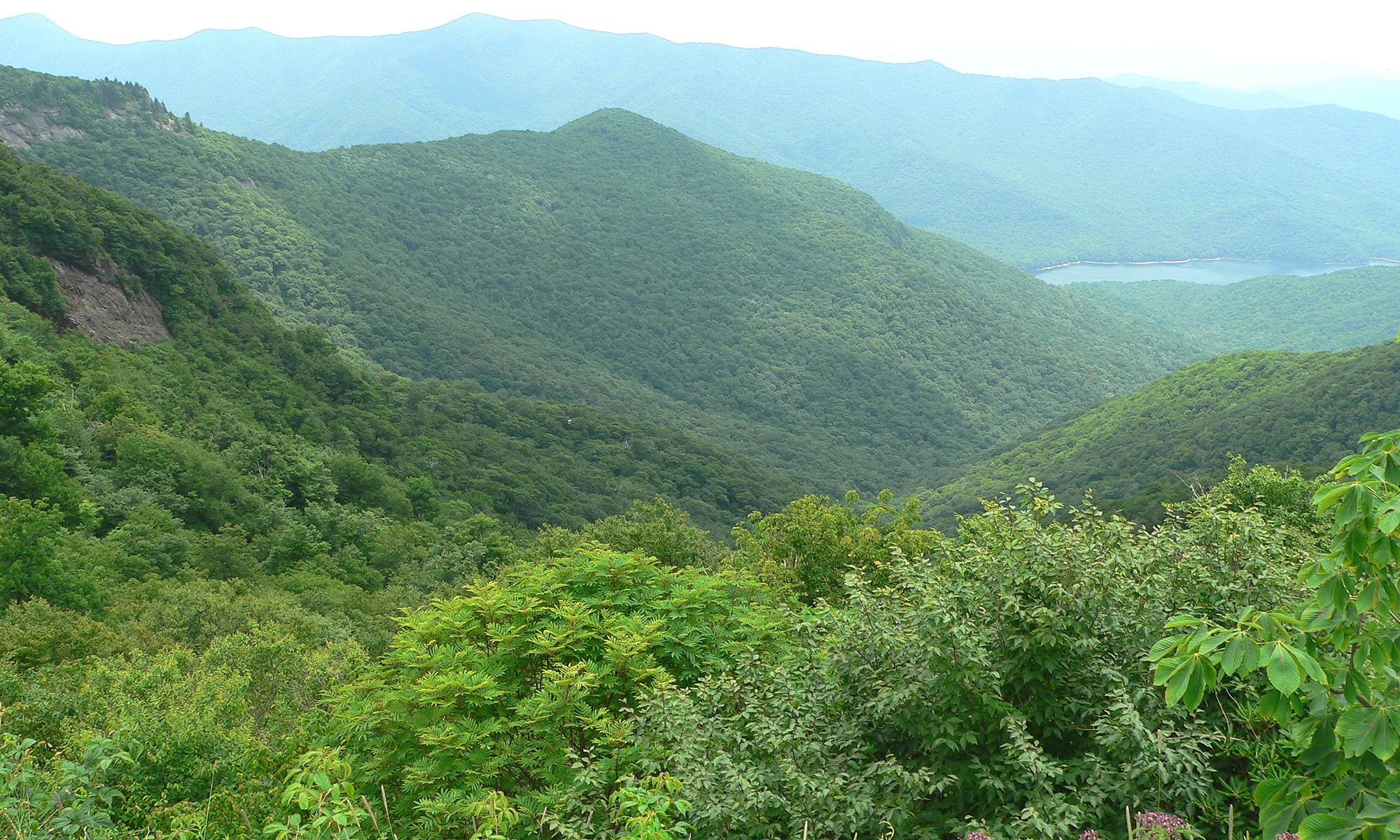
Les Muntanyes Blue Ridge, centre de la regió

La flora de la regió comprèn dues famílies endèmiques monotípiques (amb un sol gènere): Hydrastidaceae i Leitneriaceae, i la caracteritzen un centenar de gèneres endèmics com són: Sanguinaria, Leavenworthia, Gillenia, Neviusia, Dionaea, Yeatesia, Pleea). El grau d'espècies endèmiques és molt alt moltes espècies són relictes del període Terciari que van sobreviure a la Glaciació Wisconsin ia ra estan concentrades en les muntanyes dels Apalatxes (especialment les muntanyes Blue Ridge i els Ozarks. Un nombre de gèneres (Sarracenia, Uvularia, etc.) els comparteixen amb la província florísitca canadenca de la regió circumboreal. A més (com va destacar, per exemple, Joseph Gerhard Zuccarini i especialment Asa Gray), un gran nombre de gèneres relictes (Liriodendron, Hamamelis, Stewartia, etc.) es comparteixen amb la relativament distant regió asiàtica oriental. R. F. Thorne va comptar com a mínim 74 gèneres restringits a l'est de Nord-amèrica i Àsia. Els registres fòssils indiquen que durant el terciari una zona temperada càlida s'estenia a gran part de l'hemisferi nord, enllaçant Amèrica amb Àsia.

## Subdivisions

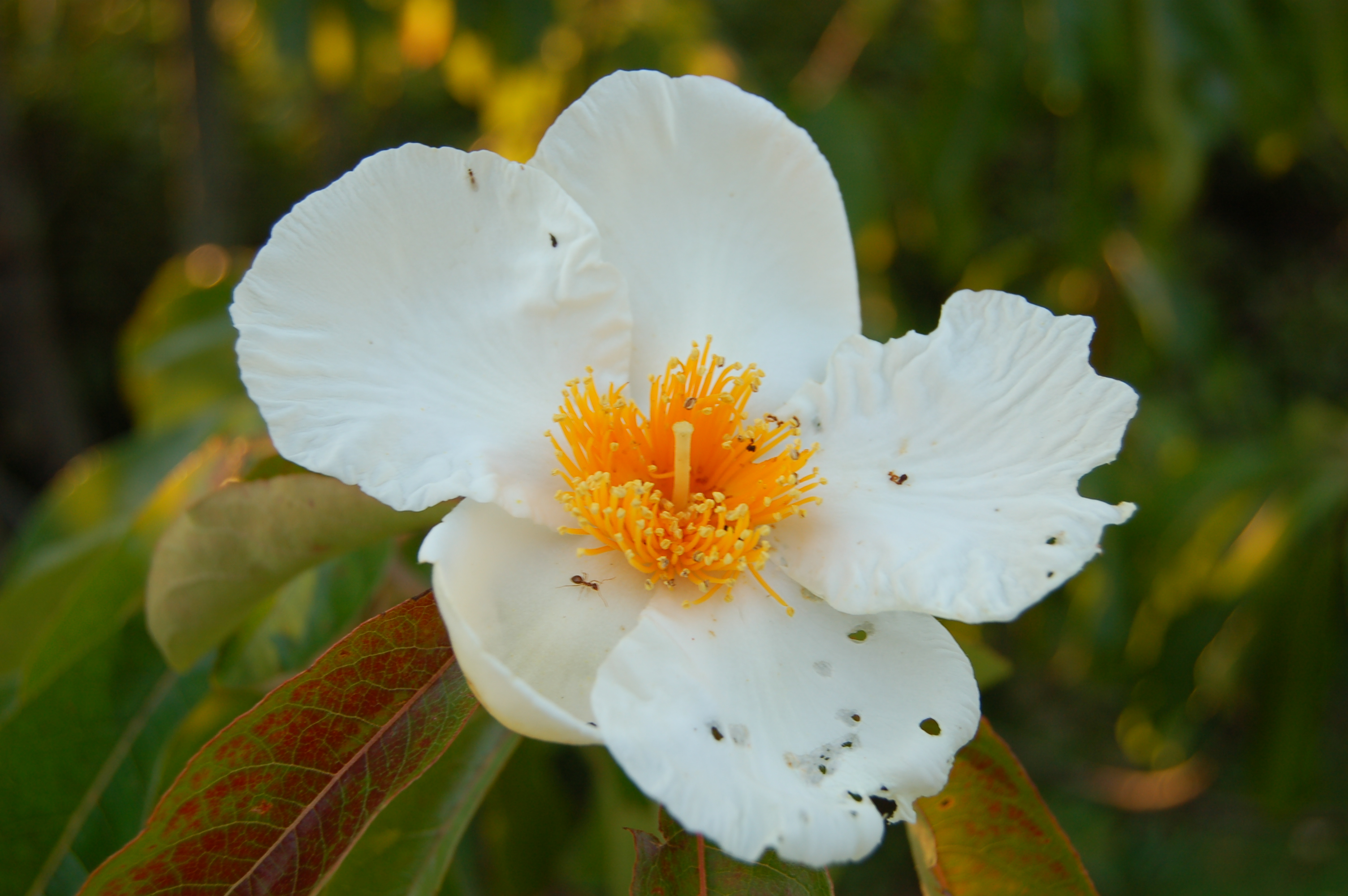
Franklinia alatamaha, espècie endèmica de Georgia, ara extinta com a silvestre

### Província apalatxiana
A l'est de Nord-amèrica coberta per boscos de fulla caduca i al sud de fulla persistent, durant les glaciacions del Plistocè va actuar com a refugi de la flora. Inclou les ecoregions Bosc mixt mesofític apalatxià, Boscos Blue Ridge apalatxians, Boscos de fusta dura dels Estats Units centrals,Boscos de les muntanyes Ozarks i Piedmont.

### Província de la plana costanera del Golf i Atlàntica
És una banda molt estreta al nord arribant cap al sud a l'est de Texas. Confronta a l'oest amb la província apalatxiana. Amb motiu de la inundació del Plistocè la seva flora és més jove que l'apalatxiana. Aquesta província queda subdividida en: Plana costanera del Golf i Plana costanera atlàntica.

### Província de les praderies nord-americanes
Confronta amb la província apalatxiana i les muntanyes Rocoses i inclou les praderies de les Gran planes. Fa frontera amb els boscos de coníferes del Canadà al nord i els semideserts al sud-oest. Inclou les ecoregions Flint Hills d'herbes altes, Sand Hills de Nebraska, High Plains dels Estats Units). Hi ha pocs endemismes i la zona va quedar sota el gel en la glaciació del Plistocè.

## Alguns tàxons endèmics
Endèmics de la provínccia apalatxiana
Famílies
Gèneres
Cymophyllus
Galax
Rugelia
Diamorpha
Amphianthus
Jamesianthus
Nestronia
Rugelia
Espècies i tàxons més baixos
Cardamine flagellifera
Cardamine clematitis
Convallaria majuscula
Clematis albicoma
Shortia galacifolia
Pinus pungens
Oncophorus raui
Gymnocarpium appalachianum
Cimicifuga americna
Seymeria cassioides
Pyrularia pubera
Chrysogonum virginianum
Liatris helleri
Diphylleia cymosa
Galium arkansanum
Echinacea paradoxa
Delphinium treleasei
Scutellaria bushii
Hamamelis vernalis
Abies fraseri
Picea rubens
Magnolia fraseri
Phlox buckleyi
Trifolium virginicum
Senecio antennariifolius
Paxistima canbyi
Endèmismes Província de la plana costanera del Golf i Atlàntica
Famílies
Leitneriaceae
Gèneres
Balduina
Ceratiola
Dicerandra
Franklinia
Harperocallis
Lachnanthes
Macranthera
Pinckneya
Pleea
Pyxidanthera
Schwalbea
Sclerolepis
Stokesia
Warea
Zenobia
Espècies i tàxons més baixos
Taxodium ascendens
Magnolia macrophylla subsp. ashei
Magnolia pyramidata
Magnolia grandiflora
Endemismes de la província de les praderies nord-americanes
Species and lower taxa
Phlox oklahomensis
Lespedeza leptostachya
Eustoma russellianum
Endemismes apalatxians i atlàntics i del Golf
Gèneres
Sanguinaria
Espècies i tàxons més baixos
Liriodendron tulipifera
Taxodium distichum
Castanea pumila
Hamamelis virginiana
Magnolia macrophylla subsp. macrophylla
Magnolia virginiana
Magnolia acuminata
Magnolia tripetala
Endemismes apalatxians i de les praderies
Gèneres
Espècies i tàxons més baixos
Endemismes de l'atlàntic i el Golf i de les praderies
Gèneres
Espècies i tàxons més baixos
Endemismes apalatxians, atlàntics i el Golf i praderies
Gèneres
Espècies i tàxons més baixos